# Lacinipolia petita
Lacinipolia petita är en fjärilsart som beskrevs av Smith 1901. Lacinipolia petita ingår i släktet Lacinipolia och familjen nattflyn. Inga underarter finns listade i Catalogue of Life.